# Кодзиас, Константинос
Константинос (Коста) Кодзиас (греч. Κωνσταντίνος Κοτζιάς; 1892, Афины — 8 декабря 1951) — греческий политический и общественный деятель, мэр (димарх) Афин. Член греческого парламента. Спортсмен-фехтовальщик, участник Летних Олимпийских игр 1912 и 1924 годов.

## Биография
Сын богатого торговца. Изучал право в Афинах и Риме. Тогда же занимался лёгкой атлетикой и фехтованием. Во время Балканских войн служил в армии.
В 1915—1916 годах — корреспондент греческих газет в Италии. С 1916 по 1918 год работал юристом. В 1918—1919 годах за поддержку короля Константина I был сослан на Крит. В 1921 году основал газету «Τα Χρονικά», которую редактировал до 1924 года. Занимался общественной работой.
В 1933—1934 годах — президент Афинской футбольной ассоциации и Греческой федерации футбола (EPO).
Политик. Член консервативной Народной партии Греции. В 1934 году был избран мэром (димархом) Афин и оставался на этом посту до августа 1936 года. После установления диктаторского режима И. Метаксаса служил министром столичного округа. После смерти диктатора Метаксаса в январе 1941 года король Греции Георг II предложил К. Кодзиасу возглавить новый кабинет министров, но он отказался от предложения.
Во время оккупации Греции странами «оси» жил в США. В 1950 году был избран депутатом греческого парламента в Афинах. В 1951 году незадолго до своей смерти был во второй раз избран на пост мэра города.

## Память
- Именем К. Кодзиаса названа одна из площадей Афин.